# Oorlogsmonument De Patriot
De oorlogsmonumenten aan het huidige Texaco-station te Herne, op de kruising van de Edingsesteenweg en de Geraardsbergsesteenweg (de vroegere wijk de Patriot), verwijzen naar de jammerlijke gebeurtenissen op 3 september 1944, aan het einde van de Tweede Wereldoorlog.

## Ontstaansgeschiedenis

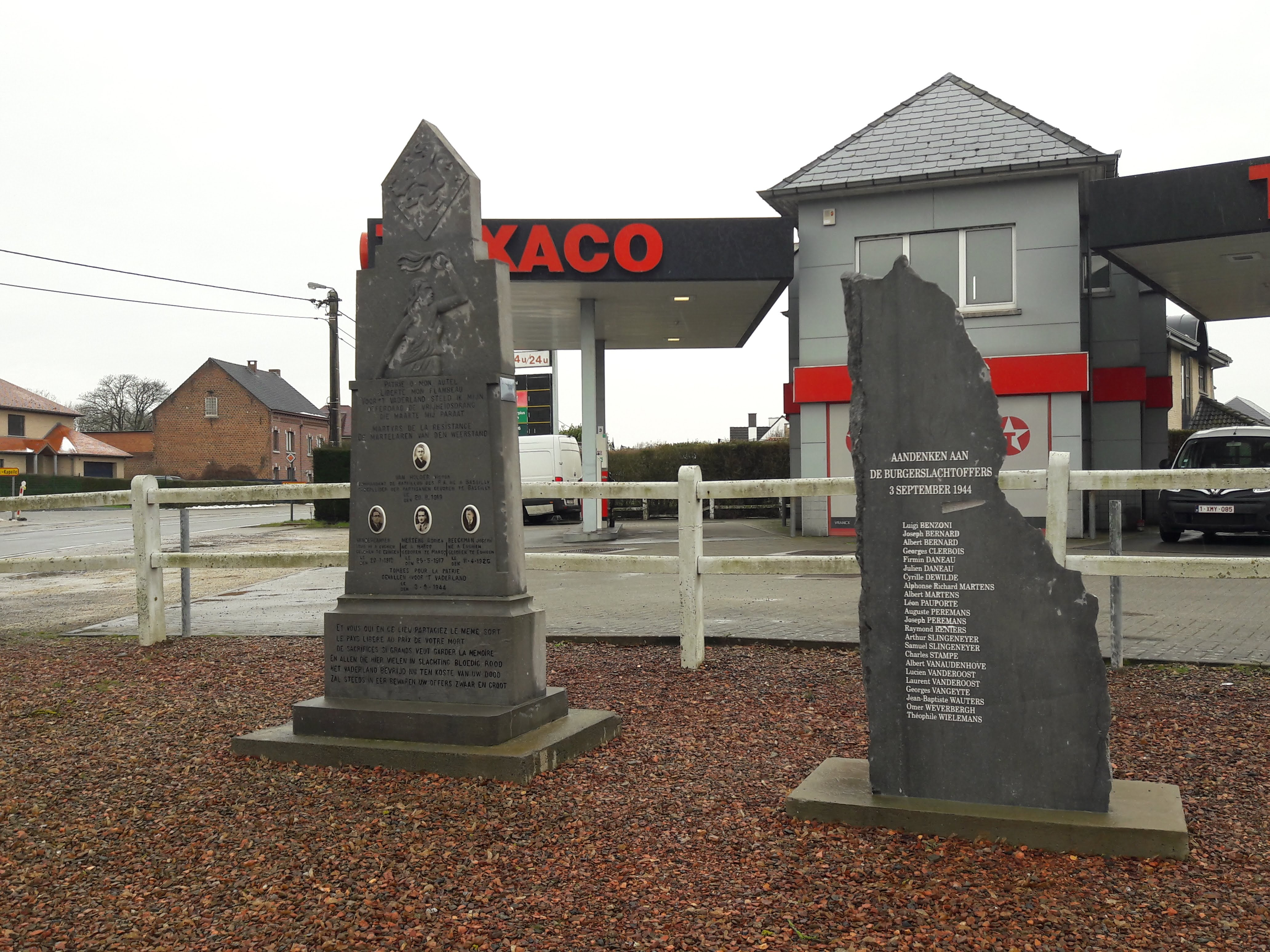
Oorlogsmonumenten aan De Patriot

Op 3 september 1944 trokken de Duitsers zich terug, komende vanuit het College van Edingen. Een aantal partisanen van de Witte Brigade en enkele burgers vielen hen echter aan en namen hen in gevangenschap. Op dat ogenblik kwam een terugtrekkende SS-divisie aan vanuit de Geraardsbergsesteenweg. Die divisie snelde hun landgenoten ter hulp en viel aan. Hoewel Engelse piloten er snel tussenkwamen, werden er 27 burgers gedood, waaronder 4 weerstanders en 23 toeschouwers.
Op het monument van 16 september 1945 worden enkel de gesneuvelde Belgische weerstanders vermeld. De namen van de burgers staan vermeld op het tweede monument dat er in 2012 is bijgekomen.

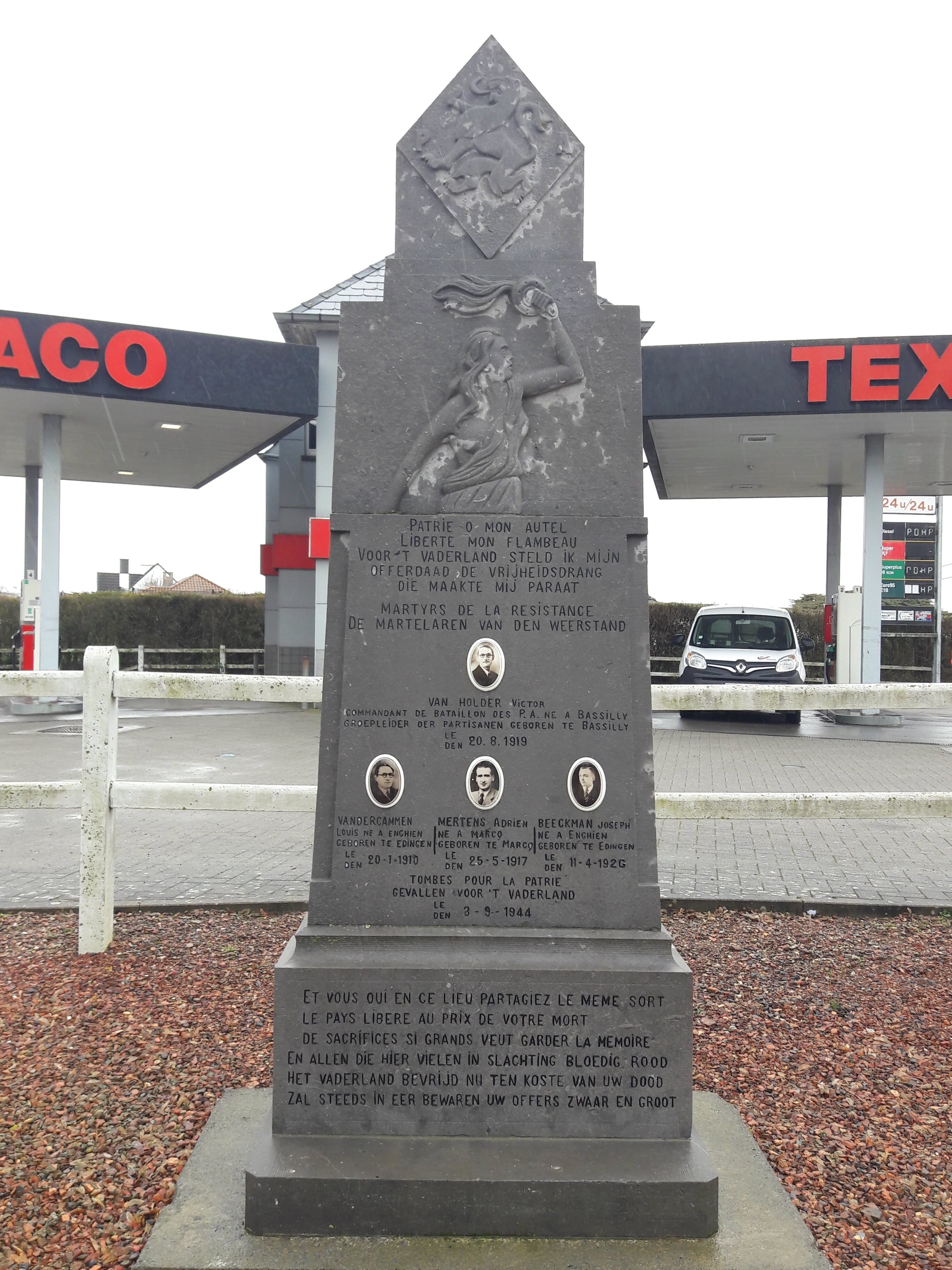
Het monument uit 1945